# Bilal Xhaferri
Bilal Xhaferri, född den 2 november 1935, död den 14 oktober 1986, var en albansk författare. Han föddes i byn Ninat, nära Konispoli, och växte upp som föräldralös där och i Saranda.
Xhaferri fängslades av den kommunistiska regimen i Albanien för att ha kritiserat en bok som skrivits av Ismail Kadare. Han lyckades fly till Grekland 1969 och flyttade sedan till Chicago i USA, där han arbetade för den albanskspråkig nyhetstidning Dielli. Två år senare grundade han en egen albanskspråkig nyhetstidning med namnet Krahu i Shqiponjës.
Bilal Xhaferri dog 1986 av cancer i ett sjukhus i Chicago, USA. Hans kvarlevor flyttades till Albanien i maj 1995, och han återbegravdes i Saranda.